# Hanover (Massachusetts)
Hanover é uma vila localizada no condado de Plymouth no estado estadounidense de Massachusetts. No Censo de 2010 tinha uma população de 13.879 habitantes e uma densidade populacional de 341,47 pessoas por km².

## Geografia
Hanover encontra-se localizado nas coordenadas 42° 07′ 23″ N, 70° 51′ 23″ O. Segundo o Departamento do Censo dos Estados Unidos, Hanôver tem uma superfície total de 40.64 km², da qual 40.43 km² correspondem a terra firme e (0.54%) 0.22 km² é água.

## Demografia
Segundo o censo de 2010, tinha 13.879 pessoas residindo em Hanôver. A densidade populacional era de 341,47 hab./km². Dos 13.879 habitantes, Hanover estava composto pelo 96.49% brancos, o 0.79% eram afroamericanos, o 0.11% eram amerindios, o 1.16% eram asiáticos, o 0.04% eram insulares do Pacífico, o 0.48% eram de outras raças e o 0.93% pertenciam a duas ou mais raças. Do total da população o 0.92% eram hispanos ou latinos de qualquer raça.